# 黃克義
黃克義，臺灣電視劇製作人、導演
世新電影科編導組畢，歷經CF製片、MV & CF 導演、戲劇編劇、導演等工作。1999年開始擔任電視劇編劇、導演。
現任院子有限公司導演。

## 電視劇
| 首播年份 | 節目名稱       | 播映頻道 | 職位 | 主要演員                                                           |
| 2001     | 小蓮的故事     | 大愛劇場 | 導演 |                                                                    |
| 2003     | 嗨！上班女郎   | 中視     | 導演 |                                                                    |
| 2004     | 無處不在       | 大愛劇場 | 導演 | 楊寶瑋、林嘉俐                                                     |
| 2005     | 狂愛龍捲風     | 華視     | 導演 | 仔仔、徐若瑄、朱孝天                                               |
| 2007     | 生命圓舞曲     | 大愛劇場 | 導演 | 方季惟、楊力                                                       |
| 2009     | 真情伴星月     | 大愛劇場 | 導演 | 唐治平、紀文蕙                                                     |
| 2010     | 愛的練習題     | 大愛劇場 | 導演 | 德馨、張天霖                                                       |
| 2010     | 畫人生         | 大愛劇場 | 導演 | 陳宇風、兵家綺                                                     |
| 2011     | 料理情人夢     | 中視     | 導演 | 吳克群、鳳小岳、李佳穎、鬼鬼                                       |
| 2012     | 伴你同行       | 大愛劇場 | 導演 | 蘇明明、莊凱勛                                                     |
| 2012     | 聽見愛         | 大愛劇場 | 導演 | 朱芷瑩、王建復                                                     |
| 2013     | 美好歲月       | 大愛劇場 | 導演 | 沈世朋、陳曉菁                                                     |
| 2014     | 頂坡角上的家   | 大愛劇場 | 導演 | 李天柱、謝瓊煖                                                     |
| 2015     | 最美的雲彩     | 大愛劇場 | 導演 | 霍正奇、鄭家榆                                                     |
| 2016     | 我家的方程式   | 大愛劇場 | 導演 | 莊凱勛、蔡燦得                                                     |
| 2017     | 我綿一家人     | 大愛劇場 | 導演 | 汪建民、德馨、范瑞君、嚴藝文                                       |
| 2018     | 黃金大天團     | 大愛劇場 | 導演 | 馬俊麟、黃玉榮、曹景俊、馬國畢、袁儷珊                             |
| 2019     | 掌中人生       | 大愛劇場 | 導演 | 李辰翔、陳婉婷、尹昭德、楊麗音、林嘉俐                             |
| 2019     | 與愛同行       | 大愛劇場 | 導演 | 亮哲、范宸菲、吳政迪、馬力歐、劉香君                               |
| 2021     | 阿良的歸白人生 | 大愛劇場 | 導演 | 李政穎、華千涵、陳博正、吳佳姍                                     |
| 2022     | 先生娘         | 大愛劇場 | 導演 | 朱芷瑩、尹昭德、洪綺陽、陳博正、游喬軒、楊忠穎                     |
| 2023     | 早點回家       | 大愛劇場 | 導演 | 方宥心、楊子儀、陳婉婷、范宸菲、楊麗音、蕭正偉                     |
| 2025     | 生日快樂       | 大愛劇場 | 導演 | 蔡亘晏、張翰、許乃涵、宋偉恩、周宜霈、王嫚萱                       |
| 2025     | 我們六個       | 大愛劇場 | 編劇 | 天心、馬志翔、林雨葶、黃薇渟、涂善存、陳妤、邱宇辰、方語昕、安乙蕎 |
| 2025     | 日日好食光     | 大愛劇場 | 導演 | 范瑞君、邱凱偉、張詩盈、張雁名、林筳諭、周詠軒                     |

## 獎項
- 哥倫比亞影展佳作（功夫與健身 / 1997新聞局短片）[13]
- 2015年首爾戲劇獎「評審團特別獎」（2014 頂坡角上的家/大愛劇場）
- 2017年導演作品「我綿一家人」獲金鐘獎最佳女主角入圍[14]

## 著作
- 電影製作手冊（遠流 / 1996）翻譯[15]

## 相關新聞
- 導演下海飆戲 和檢場演富爸爸窮爸爸[16]
- 創意X超展開 黃克義導演專訪[17]
- 當年的酒鬼 如今要拍電視劇了[18]
- 聽見愛 正確傳達我心意[19]
- 頂坡角上的家 痲瘋病患生命力[20]